# Giulia Crescenzi
Giulia Crescenzi (* 31. März 1996) ist eine italienische Tennisspielerin.

## Karriere
Crescenzi spielt vorrangig vor allem auf Turnieren der ITF Women’s World Tennis Tour, wo sie bislang vier Doppeltitel gewann.

## Turniersiege

### Doppel
| Nr. | Datum           | Turnier | Kategorie | Belag | Partnerin             | Finalgegnerinnen                         | Ergebnis         |
| --- | --------------- | ------- | --------- | ----- | --------------------- | ---------------------------------------- | ---------------- |
| 1.  | 24. August 2019 | Tabarka | ITF W15   | Sand  | Noelia Bouzo Zanotti  | Jekaterina Dmitritschenko Nina Rudjukowa | 7:65, 6:3        |
| 2.  | 5. Oktober 2019 | Tabarka | ITF W15   | Sand  | Aurora Zantedeschi    | Isabelle Haverlag Anna Pribylowa         | 5:7 7:64, [10:8] |
| 3.  | 20. August 2022 | Duffel  | ITF W15   | Sand  | Anastassija Suchotina | Amelie Van Impe Hanne Vandewinkel        | 6:4, 3:6, [10:8] |
| 4.  | 22. April 2023  | Telde   | ITF W15   | Sand  | Marie Mettraux        | Abigail Amos Arabella Koller             | 2:6, 7:5, [10:7] |